# 娜杰日达·奥布霍娃
娜杰日达·安德烈耶夫娜·奥布霍娃（1886年—1961年）是一名俄罗斯女中音歌唱家，1937年曾被授予“苏联人民艺术家”的称号。钢琴家海因里希·纽豪斯曾说过：“在我听过她的歌声后，就再也无法忘却...”。

## 童年
奥布霍娃出生于一个艺术之家，她的两个叔叔都是专业歌手，其中一位是莫斯科大剧院的歌剧导演；她的祖父阿德烈·安玛扎拉基是一位著名的钢琴家，曾祖父叶夫根尼·巴拉廷斯基与普希金同属一个诗人圈。
她的家境优渥，而且经常到尼斯度假，在那里，奥布霍娃第一次接受了埃莉诺拉·李普曼的唱歌训练，后就读于莫斯科音乐学院，受教于翁贝托·马塞蒂。

## 事业
毕业后，她曾在俄罗斯各类音乐会上从事过演唱工作，但从未在歌剧演出中登场。直到1916年，她的首场歌剧演出是在莫斯科大剧院上演柴可夫斯基的黑桃皇后，她在其中扮演宝莲一角，之后迅速走红，并相继出现在“卡门”、“霸王妖姬”、“沙皇的新娘”(饰玛法、柳芭莎)、“雪姑娘”、“尼伯龙根的指环”(饰富丽卡)、“玛丽娜”、“三橘爱”和“萨特阔”等不同剧目中。
1922年，在苏联首次广播音乐会上，她演唱了“黑桃皇后”中之宝莲咏叹调，之后，她给包括莫斯科大剧院首场广播剧在内的其它广播音乐会发邀请，并与安东尼娜·涅日达诺娃和瓦西里·罗季奥诺维奇·彼得罗夫一起上演了“沙皇的新娘”。
奥布霍娃于1943年退休，但她偶尔仍會在音乐会和广播剧中进行演出。1961年8月，在她参加完最后一场演唱会后的两个月，死于克里米亚。